# Hennes majestät kärleken
Hennes majestät kärleken är en tysk komedifilm från 1931 i regi av Joe May. Historien filmades även i en amerikansk version samma år med titeln Her Majesty, Love i regi av William Dieterle.

## Handling
Fred von Wellingen är en rik ung man, antälld i ett lukrativt familjeföretag. När han blir kär i och friar till Lia Török griper familjen in. De anser inte att Lia och hennes far Bela lever upp till familjens standard och erbjuder Fred bättre position och lön i firman för att ge upp henne. Men Fred ger inte upp så lätt.

## Rollista
- Käthe von Nagy - Lia Török
- Franz Lederer - Fred von Wellingen
- Otto Wallburg - Othmar von Wellingen
- Gretl Theimer - Elli von Wellingen
- Adele Sandrock - Henriette
- Szöke Szakall - Bela Török
- Ralph Arthur Roberts - Baron Schwapsdorf
- Kurt Gerron - Hornberg
- Walter Steinbeck - Hannemann
- Tibor von Halmay - Friedrich Hempel
- Leo Monosson - sångaren
- Paul Henckels - registrator
- Gerhard Bienert - verkmästare